# You Make Me
You Make Me è un singolo del DJ svedese Avicii, pubblicato il 30 agosto 2013 come secondo estratto dal primo album in studio True.
Il brano è ricordato anche per essere stato utilizzato nello spot pubblicitario "The Deer Sculpture" dell'amaro tedesco Jägermeister.

## Video musicale
Il lyric video del brano è stato pubblicato il 30 agosto 2013 sull'account VEVO del cantante.
Il videoclip ufficiale è stato pubblicato il 16 settembre 2013.

## Successo commerciale
You Make Me è entrato al quinto posto della Official Singles Chart, una posizione più in alto rispetto a Wake Me Up. La settimana successiva rimane stabile al quinto posto. Inoltre il brano è entrato al primo posto della Official Dance Chart.

## Tracce
Download digitale
1. You Make Me – 3:53

Download digitale - remix
1. You Make Me (Extended Mix) – 5:18
2. You Make Me (Throttle Remix) – 4:45

## Classifiche
| Classifica (2013) | Posizione massima |
| ----------------- | ----------------- |
| Australia         | 12                |
| Austria           | 7                 |
| Belgio (Fiandre)  | 20                |
| Belgio (Vallonia) | 26                |
| Canada            | 44                |
| Danimarca         | 34                |
| Finlandia         | 4                 |
| Francia           | 58                |
| Germania          | 34                |
| Irlanda           | 10                |
| Norvegia          | 6                 |
| Nuova Zelanda     | 32                |
| Paesi Bassi       | 29                |
| Regno Unito       | 5                 |
| Repubblica Ceca   | 79                |
| Spagna            | 42                |
| Stati Uniti       | 85                |
| Svezia            | 1                 |
| Svizzera          | 29                |
| Ungheria          | 10                |